# Michael Beaton
Michael Beaton (* 26. Oktober 1988 in Melbourne) ist ein ehemaliger australischer Eishockeyspieler, der vier Spielzeiten bei Melbourne Ice in der Australian Ice Hockey League unter Vertrag stand.

## Karriere
Michal Beaton begann seine Karriere als Eishockeyspieler in seiner Heimatstadt bei den Melbourne Blackhawks. Nachdem er 2006 für die Adelaide Blackhawks ebenfalls unterklassig gespielt hatte, kehrte er 2007 in seine Geburtsstadt zurück und spielte dort nach einem erneuten Jahr bei den Melbourne Blackhawks ab 2008 für Melbourne Icein der Australian Ice Hockey League. Sein größter Erfolg mit dem Klub war der Gewinn des Goodall Cups, des australischen Meistertitels, in der Saison 2010. Anschließend beendete er seine Karriere im Alter von nur 22 Jahren. In seinen drei AIHL-Spielzeiten erzielte der Angreifer in 51 Spielen je sechs Tore und sechs Vorlagen.

### International
Für Australien nahm Beaton im Juniorenbereich an der U18-Weltmeisterschaft der Division III 2005 sowie der U20-Weltmeisterschaft der Division II 2007 und der U20-Weltmeisterschaft der Division III 2008, als er zweitbester Scorer und Torschütze jeweils hinter seinem Landsmann Chris Eaden war, teil. Im Seniorenbereich stand er ausschließlich bei der Weltmeisterschaft der Division II 2010 in der australischen Nationalmannschaft. Dabei erzielte er in fünf Spielen ein Tor und gab drei Vorlagen.

## Erfolge und Auszeichnungen
- 2005 Aufstieg in die Division II bei der U18-Weltmeisterschaft der Division III
- 2008 Aufstieg in die Division II bei der U20-Weltmeisterschaft der Division III
- 2010 Goodall-Cup-Gewinn mit den Melbourne Ice